# Kuppelofen

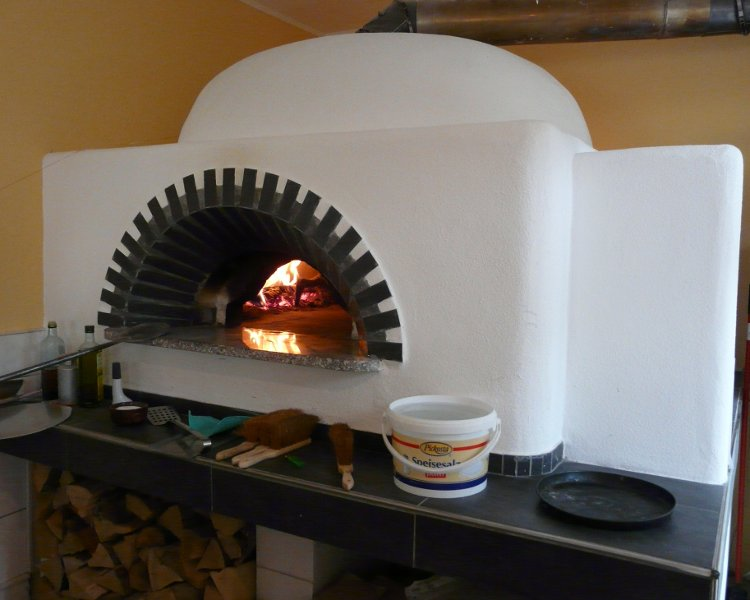
Steinbackofen ambrogi

Der Kuppelofen ist eine der ältesten, wenn nicht die älteste, bekannte Ofenform zum Backen von Brot bzw. zum Pizzabacken.
Kuppelöfen werden auch heute noch in vielen Pizzerien zur Herstellung von traditionellen Holzofenpizzen eingesetzt.

## Vorgeschichte
In der einfachsten Form wurde aus Lehm eine Kuppel mit einer seitlichen Öffnung geformt. Die seitliche Öffnung diente gleichzeitig zur Befeuerung, zur Befüllung und als Rauchabzug. Dieser Ofen war nur im Freien einsetzbar. In Mitteleuropa sind diese Öfen etwa seit 4000 v. Chr. bekannt. Früheste Funde belegen, dass schon um 5800 v. Chr. Backöfen oder Kuppelöfen in Kleinasien verwendet wurden. In Griechenland kannte man die Kuppelöfen der Sesklo-Kultur seit dem fünften Jahrtausend v. Chr. und öffentliche Bäckereien seit dem Jahrhundert v. Chr.

## Funktion

Kuppelofen Schnitt

Die Technik wurde später verfeinert, indem ein Rauchabzug seitlich an der Kuppel angeflanscht wurde, direkt über der Befüllöffnung. Dadurch strömt die zur Verbrennung notwendige Luft durch die Befüllöffnung unten zum Feuer, und die heißen Rauchgase werden gezwungen, wieder zurück an der Kuppel entlang bis zum Kaminanschluss an der Befüllseite zu streichen. Dadurch wird die Ofenkuppel gleichmäßig erhitzt. In dieser Form lässt sich der Ofen auch im Inneren von Gebäuden betreiben. An dieser Konstruktion hat sich bis heute nichts Grundlegendes geändert.

## Varianten
Aus Lehm werden die Öfen heute nur noch selten hergestellt. Sehr große Öfen werden aus Schamottesteinen und feuerfestem Mörtel vor Ort gemauert. Diese Öfen haben den Vorteil einer langen Wärmespeicherfähigkeit, aber sie benötigen auf Grund der großen Masse auch eine sehr lange Aufheizzeit.
In der Gastronomie und auch immer mehr im privaten Bereich werden heute fast ausschließlich im Werk gegossene Öfen verwendet. Die aus Schamottebeton gegossenen Öfen sind für eine relativ kurze Aufheizzeit ausgelegt, bei einer dennoch guten Wärmespeicherfähigkeit.
Ursprünglich wurden diese Steinbacköfen mit Holz, seltener auch mit Kohle geheizt. Holz ist nach wie vor das am meisten eingesetzte Brennmaterial.
Nachdem der Brennstoff Holz sich in den letzten Jahren stark verteuert hat, bieten einige Hersteller gasbefeuerte Kuppelöfen an. Hier werden Brenner mit einer Spitzenleistung von ca. 30 kW eingesetzt. Diese Brenner sind für Erdgas und für Flüssiggas erhältlich.